# Comarca de Sonora
A Comarca de Sonora é uma comarca brasileira localizada no município de Sonora, no estado de Mato Grosso do Sul, a 360 quilômetros da capital.

## Generalidades
Sendo uma comarca de primeira entrância, tem uma superfície total de 4075,4 km², o que totaliza aproximadamente 1,2% da superfície total do estado. A povoação total da comarca é de 14,8 mil habitantes, aproximadamente 0,5% do total da povoação estadual, e a densidade de povoação é de 3,64 habitantes por km².
A comarca inclui o município de Sonora. Limita-se com as comarcas de Corumbá, Coxim, Pedro Gomes.
Economicamente possui PIB de R$ 254 375 000,00 e PIB per capita de R$ 17 110,01